# Francesc Robuster i Sala
Francesc Robuster i Sala (Igualada, setembre de 1544 - Vic, 27 d'abril de 1607) fou un bisbe i polític català, bisbe d'Elna (1589-98) i de Vic (1598-1607).

## Biografia
Segons algunes fonts va néixer a Reus, ciutat on té un retrat a la galeria de reusencs il·lustres perquè el van nomenar fill il·lustre, però fonts documentades com mossèn Amadeu Amenós localitzaren la partida de baptisme i confirmaren que va néixer a Igualada, fill d'Antoni Sala, apotecari igualadí, i de Montserrat Robuster, reusenca. La família anà a viure ben aviat a Reus, i Francesc adoptà el cognom de la seva mare, pubilla del mas Robuster de Reus, ja que era un cognom més conegut a Reus. Sanç Capdevila assenyala que canvià l'ordre dels cognoms per imposició testamentària del seu oncle Gabriel Robuster. Estudià a Tarragona, on fou ordenat sacerdot, i l'abril de 1578 fou nomenat ardiaca de Santa Maria del Mar, a Barcelona, i jutge de béns de la cúria episcopal de Barcelona.

### Rector de la Universitat de l'Estudi General
Es va doctorar en dret i posteriorment el van nomenar rector de la Universitat de l'Estudi General de Barcelona entre el 16 d'octubre de 1586 i el 31 de juliol de 1588. La seva etapa, com a rector, va començar amb tensions i aldarulls, fet que havia estat heretat de l'anterior rectorat. Tanmateix, va aconseguir pacificar i acabar el curs.
Així i tot, el seu mandat es va veure caracteritzat per la repressió i el rigor. En són una mostra les diferents normatives que va establir:
- 29 d'octubre de 1586: prohibició d'armes i imposició de penes de presó per als jocs, crits, desordres, llançament de taronges, entre d'altres.

- 14 de desembre de 1586: normes disciplinàries per evitar que les disputes dels professors o dels alumnes desemboquessin en discussions, baralles, insults i enemistats.

### Carrera eclesiàstica
L'any 1589 fou nomenat bisbe d'Elna-Perpinyà, població on visqué fins que es traslladà a Vic.
El 5 de maig de 1598 el papa Climent VIII el nomenà bisbe de Vic, càrrec que exercí fins a la mort. A Vic va encapçalar el partit dels Cadells d'Osona, partidari dels cavallers, enfrontat al partit dels Nyerros, partidaris del veguer. El seu grup se'l va anomenar Els Robusters i a ell l'anomenaren el Cadell gros. A la seu de Vic el clergat era favorable als Nyerros i al bandoler Perot Rocaguinarda, i Robuster va haver-se d'enfrontar als seus companys. Celebrà sínodes a Vic (1598) i a Manresa (1602). El 1602 assistí al Concili de Tarragona, on es demanà la canonització de Teresa de Jesús i de Bernat Calbó. Juntament amb el bisbe de Barcelona fou designat per començar el procés de beatificació d'Ignasi de Loiola. Intervingué també en la canonització de Sant Raimon de Penyafort.
També fundà el 1605 un col·legi carmelità sota l'advocació de Sant Joan a Reus, donant per a l'obra de construcció i equipament un llegat de 14.000 lliures.
Va morir a Vic el 27 d'abril del 1607. Fou enterrat provisionalment al cor de la Catedral de Vic, i traslladat després al convent del Carme de Reus, que ell havia fundat.